# Albert Sing
Albert Sing (* 7. April 1917 in Eislingen/Fils; † 31. August 2008 in Origlio) war ein deutscher Fußballspieler und -trainer. Als Spieler von Stuttgarter Kickers wurde er von Reichstrainer Sepp Herberger in den Jahren 1940 bis 1942 in neun Länderspielen in der deutschen Fußballnationalmannschaft eingesetzt und erzielte ein Tor. Als Trainer war Sing in der Schweiz beim BSC Young Boys sehr erfolgreich und gewann mit Bern in Serie von 1957 bis 1960 vier Mal die Schweizer Meisterschaft und auch zwei Mal 1953 und 1958 den Schweizer Cup.

## Karriere als Spieler
Sing begann seine aktive Laufbahn beim 1. FC Eislingen. 1936 wechselte er zu den Stuttgarter Kickers, mit denen er von 1939 bis 1942 die Meisterschaft der Gauliga Württemberg gewann und sich für die Endrunde zur deutschen Fußballmeisterschaft qualifizierte. Insgesamt absolvierte der zumeist auf Halblinks oder als linker Außenläufer eingesetzte Sing in 13 Endrundenspiele um die deutsche Fußballmeisterschaft für die Kickers und erzielte ein Tor.
Zwischen 1940 und 1942 spielte er neun Mal für die deutsche Fußballnationalmannschaft. Sein Länderspieldebüt gab er am 20. Oktober 1940 beim 7:3-Erfolg im Freundschaftsspiel gegen Bulgarien. Es folgten acht weitere Länderspiele im Jahr 1942. Sein einziges Länderspieltor erzielte er beim 5:3-Auswärtssieg über Ungarn am 3. Mai 1942. Es war zugleich das 500. Tor in der deutschen Länderspielgeschichte. In den Kriegsjahren gehörte Sing an der Westfront verschiedenen Nachschub-, Nachrichten-, Panzerjäger- und Maschinengewehr-Einheiten an. Er stieß Anfang 1943 zur 1. Kompanie Infanterie-Divisions-Nachrichten-Abteilung 17, als die Wehrmachtself Burgstern Noris ihren sportlichen Zenit längst hinter sich gelassen hatte. Er bestritt für Burgstern Noris ein Spiel und war gelegentlich in der Pariser Soldatenelf aktiv.
Nach Ende des Zweiten Weltkriegs – er kehrte mit einem Bauchschuss aus dem Krieg zurück – spielte Sing drei Runden mit den Kickers in der neuen Fußball-Oberliga Süd und kam dabei auf 75 Ligaeinsätze und fünf Tore. In der Saison 1947/48 machten die Kickers mit einem großartigen Offensivspiel Furore und erzielten 113 Tore und belegten damit den 3. Rang.

## Karriere als Trainer
Seine Trainerkarriere begann Sing 1948 in Schwäbisch Gmünd. Danach wurde er Coach (zunächst Spielertrainer) in der Schweiz. Mit dem BSC Young Boys holte Sing von 1957 bis 1960 insgesamt vier Meisterschaften in Serie und zwei Pokalsiege. Dieser Erfolg gelang in der Schweiz keinem anderen Trainer. Unter Sing erreichte YB auch das Halbfinale im Europapokal der Landesmeister (heutige Champions League). Weitere Stationen von Sing waren Grasshoppers Zürich, FC St. Gallen (Pokalsieger 1969), FC Lugano und der FC Luzern sowie andere und zuletzt der FC Zürich.
Unter Sepp Herberger war Sing Co-Trainer der deutschen Nationalmannschaft bei der Fußball-Weltmeisterschaft 1954 in der Schweiz. Er wählte das Mannschaftsquartier am Thunersee für die spätere Weltmeistermannschaft aus.
Später war er noch in der Fußball-Bundesliga Trainer des VfB Stuttgart und von 1860 München.
Nachdem Sing die Arbeit als Trainer wegen einer Kriegsverletzung 1980 aufgeben musste, kehrte er in die Schweiz zurück und war dort als Vereinsberater tätig. Ab 1970 bis zu seinem Tod lebte Albert Sing mit seiner Frau Hilde in Origlio in der Nähe von Lugano im Tessin.

## Zitate
Als ihm die Entlassung beim VfB Stuttgart drohte und ein Reporter besorgt nach seiner Zukunft fragte, antwortete er:
„Na geh i halt uff d’Fildre Krombiere gruble.“ (frei aus dem Schwäbischen übersetzt: „Dann geh ich halt auf die Fildern, Kartoffel ausgraben.“)